# شيلا كالاهان
شيلا كالاهان (بالإنجليزية: Sheila Callaghan)‏ (24 يناير 1973، كوينز في الولايات المتحدة)؛ روائية أمريكية.